# 南レイ
南 レイ（みなみ - 、1990年9月10日 - ）は、日本のAV女優。群馬県出身。

## 来歴
2011年7月、『新人 ボイン南レイボックス』でAVデビュー。

## 出演作品
2011年
- 新人 Boin「南レイ」Box（7月29日、ABC/妄想族）
- 天然巨乳をウリにする素人娘 4（8月11日、プレステージ）
- 職業は歯科衛生士で爆乳の人妻 ～持ち込みハメ撮り動画～（8月19日、OPPAI）
- 僕の中出し専用恋人 新人保母春香22歳/根本春香（8月25日、豊彦）
- こんなの着たら100cmのメガ乳が台無し。（8月26日、バルタン）
- 僕らのムチムチ巨乳先生（9月15日、グローリークエスト）
- ママの大きなおっぱいは僕のモノ（9月19日、ABC/妄想族）
- 巨乳お見舞い申し上げます 4 Jカップ103cm みなみのプルルン日和（9月23日、チェリーズ）
- 爆乳100cm激揉み中出しセックス（9月25日、ダスッ!）
- 変態発育する巨乳女子校生 平成生まれの巨乳ナマイキ制服少女の膣穴中出しアルバイト 柏木なつみ18歳（10月1日、唾鬼（ＫＩプランニング））
- エクササイズ・ミセス（10月7日、マドンナ）
- 素人巨乳騙し撮り Iカップれい20歳（10月13日、ハヤブサ）
- 競泳水着インストラクター ムッチリ100cmIcupな素人巨乳（10月14日、アップス）
- 本物携帯ショップ店員野外露出（11月1日、プレステージ）
- たわわになってもいい頃 2 ～たわわ♪たわわ♪たわわ♪～ Jカップ103cm（11月18日、チェリーズ）
- Boin「南レイ」Box2 生撮りフェティッシュLIVE（11月19日、ABC/妄想族）
- EroBody レイ/100cm Iカップ（11月25日、デジタルアーク）
- 天然爆乳女子校生（12月1日、プレステージ）
- OPPAIノーブラ人妻スペシャル 浮気中出し3時間（12月19日、OPPAI）共演:橘なお、仁科百華、浜崎りお

2012年
- スーパーデジタルモザイク 私のおっぱいでいっぱいだしてね！（1月7日、桃太郎映像）
- 妻の妹 ～盗撮カメラが見た淫らな火遊びの代償～（2月25日、マドンナ）
- ボインボックス南レイベスト 巨乳輪 4時間（5月1日、ABC/妄想族）
- THE 南レイ（6月13日、ハヤブサ）
- 超ド派手ギャル5人組ベロチュー手コキ逆ナンパ vol.03（9月6日、GARCON）